# Es war einmal in Deutschland …
Es war einmal in Deutschland … ist ein deutsches Filmdrama von Sam Garbarski aus dem Jahr 2017. Der Film basiert auf den Romanen Die Teilacher und Machloikes von Michel Bergmann, der am Drehbuch mitgearbeitet hat. Am Karfreitag, 19. April 2019 sendete das ZDF den Film erstmals im Fernsehen.

## Handlung
In einem Lager in der Nähe Frankfurts leben 1946 jüdische Überlebende des Holocausts, unter ihnen David Bermann und seine Freunde. Sie alle wollen möglichst schnell in die USA auswandern, doch sie haben kein oder zu wenig Geld. Bermann, das letzte lebende Mitglied der einstigen Inhaberfamilie eines renommierten Frankfurter Textilkaufhauses, will wieder in den Textilhandel einsteigen, doch die amerikanische Besatzungsbehörde verweigert ihm die erforderliche Geschäftslizenz. Also wird ein Hausierhandel auf den Namen seines Freundes Fajnbrot angemeldet. Zusammen mit seiner Gruppe reist er als Handelsvertreter durch die Gegend und verkauft deutschen Familien „Aussteuerpakete“, in denen sich Hand-, Bett- und Tischtücher befinden. Um ihre Ware an den Mann zu bringen, bedienen die Freunde sich der tollsten Lügengeschichten.
Das Geschäft läuft gut, jedoch wird David Bermann zur Besatzungsbehörde einbestellt, wo er sich zum Vorwurf rechtfertigen soll, mit den Nazis kollaboriert zu haben. Er wird von der jungen US-Offizierin Sara Simon verhört, die einer 1933 aus Deutschland in die USA emigrierten jüdischen Familie entstammt. Bermann berichtet in mehreren Verhören, er habe im Konzentrationslager einen Witz erzählt und Obersturmbannführer Otte habe ihn daher zunächst auf der Weihnachtsfeier das KZ-Wachpersonal unterhalten lassen. Danach sollte er den „Führer“ Adolf Hitler auf ein Treffen mit Mussolini vorbereiten. Bermann soll dem humorlosen Hitler Witze beibringen. Bermann wird zwar neu eingekleidet und mit einer falschen (deutschen) Identität zum Obersalzberg gebracht, aber zum Treffen mit Hitler kommt es nicht. Bermann sagt aus, er wollte Hitler mit einem Küchenmesser ermorden, das er sich über die Hausdame Fanny Huber verschafft habe. Aber als er über ein Fahrrad verfügt, flieht er und versteckt sich, bis die Amerikaner Bayern befreit haben.
Seine Freunde und Geschäftskollegen werden wegen seiner häufigen Abwesenheit misstrauisch und Bermann erzählt ihnen, er habe eine Schickse.
Alle seine Freunde hatten Schicksalsschläge hinnehmen müssen. Familienmitglieder sind in KZs gestorben und sie selbst wurden misshandelt. Auch Bermanns Eltern und seine Brüder sind im KZ zu Tode gekommen. Einer der Freunde verlor ein Auge, als er von einem Nazi zusammengeschlagen wurde. Ein anderer meint, einen seiner Peiniger in einem Zeitungsverkäufer erkannt zu haben. Deshalb zünden sie nachts als „jüdische Rache“ dessen Kiosk an. Die Tageszeitung vermeldet am nächsten Tag, der Brand habe einen Unschuldigen das Leben gekostet. Daraufhin erhängt sich Bermanns Freund. Kurz darauf stellt sich heraus, dass es tatsächlich der SS-Scharführer war, der die Identität eines seiner Opfer angenommen hatte.
Sara Simon neigt dazu, Bermann zu glauben; doch sie will Gewissheit. Sie lässt Obersturmbannführer Otte aus Nürnberg herbeischaffen und stellt ihn Bermann gegenüber. Dieser stürzt sich sofort zornentbrannt auf Otte. Zuvor hatte Otte ihn aber bereits entlastet, indem er bestätigt, dass Bermann im Lager die besten Witze erzählte und er ihn daher auf den Obersalzberg geschickt habe.
Am folgenden Tag sucht Sara Simon Bermann in seiner Firma auf und teilt ihm mit, dass er nicht mehr der Kollaboration verdächtigt wird. Dieser wundert sich darüber, dass er – als jüdisches Opfer der Nazi-Herrschaft – erst beschuldigt und dann von einem Nazi entlastet wird. Außerdem wisse er nach den zeitraubenden Verhören kaum noch etwas mit seinen Tagen anzufangen. Die erotische Spannung zwischen Bermann und Sara Simon, die sich schon bei den Verhören aufgebaut hat, findet einen vorläufigen Höhepunkt in einer Kussszene. Später schlafen die beiden miteinander. Als sie danach zusammen liegen, will Sara erfahren, was wirklich geschehen ist. David weint und sagt, er sei „der Clown und der Mörder seiner Brüder“. Sara nimmt ihn in den Arm.
Einige Zeit später sind alle Freunde nach Amerika ausgewandert. Nur David Bermann hat das prachtvolle Textilgeschäft seiner Eltern in Frankfurt wiedereröffnet.

## Hintergrund
Der Film wurde unter dem Arbeitstitel Auf Wiedersehen Deutschland im April und Mai 2016 in Deutschland und Luxemburg gedreht. Die Straßenszenen in den Trümmerbergen des zerbombten Frankfurt am Main entstanden in der Nordstraße und angrenzenden Straßen in Weißenfels. In Görlitz diente unter anderem das ehemalige jüdische Kaufhaus Totschek in der Steinstraße als Kulisse für das Kaufhaus der Gebrüder Bermann. In Gera entstanden unter anderem Aufnahmen auf dem Ostfriedhof. Weiterhin fanden auch Dreharbeiten in Saalfeld statt.
Die Premiere erfolgte im Rahmen des Berlinale Special bei den 67. Internationalen Filmfestspiele Berlin am 10. Februar 2017.

## Kritiken
„Es war einmal in Deutschland… ist mitreißend, anrührend, glaubwürdig und völlig anders, als zu befürchten war: eben kein vorsichtiger ängstlicher deutscher Film mit miserabel Jiddisch ‚sprechenden‘ Schauspieler, sondern die souveräne und liebevolle Auseinandersetzung der zweiten Generation mit der Geschichte der Eltern, die weg wollten und der Vergangenheit doch nicht entkommen konnten.“

„Die beiden Geschichten von ‚Es war einmal in Deutschland‘, das Rat-Pack-haft plumpe Geschäftemachen und das ‚Das Leben ist schön‘-ferne Märchenerzählen, werden so abwechselnd auf die Länge des Films verteilt, wie der Ballbesitz zwischen Österreich und der BRD in der legendären Schande von Gijon bei der Fußball-WM 1982 – und das Algerien, das in die Röhre guckt beim vereinbarten Nichtangriffspakt der beiden Mannschaften, ist hier das Publikum, das sich zu Tode langweilt.“

„Wenn der dank seiner pfiffigen Geschichten und der wunderbaren Dialoge beinahe rundum gelungene Film überhaupt eine Schwäche hat, dann ist es die episodische Erzählweise: Gabarski reiht ein Ereignis ans andere. […] Aber selbst wenn die Verknüpfung nicht reibungslos gelungen ist: Schon allein die herausragend guten schauspielerischen Leistungen machen das spielend wieder wett.“

Die Deutsche Film- und Medienbewertung FBW in Wiesbaden verlieh dem Film das Prädikat besonders wertvoll.